# Przejście graniczne Dubne-Obručné
Przejście graniczne Dubne-Obručné – polsko-czechosłowackie przejście graniczne małego ruchu granicznego położone w województwie małopolskim, w powiecie nowosądeckim, w gminie Muszyna, w miejscowości Dubne, zlikwidowane w 1985.

## Opis
Przejście graniczne małego ruch granicznego Dubne-Obručné – II kategorii zostało utworzone 13 kwietnia 1960. Czynne było po wzajemnym uzgodnieniu umawiających się stron. Dopuszczony był ruch osób i środków transportu na podstawie przepustek w związku z użytkowaniem gruntów. Osoby przekraczające granicę w tym przejściu mogły przenosić lub przewozić tylko te przedmioty, które zgodnie z Konwencją lub przepisami wydanymi na jej podstawie nie wymagały zezwolenia na wywóz lub przywóz oraz zwolnione były od cła i innych opłat. Odprawę graniczną i celną wykonywały organy Wojsk Ochrony Pogranicza.
Formalnie zlikwidowane 24 maja 1985.
W II RP istniało polsko-czechosłowackie przejście graniczne Dubno-Obrucno (miejsce przejściowe po drogach ulicznych), w rejonie słupa granicznego nr 24. Był to punkt przejściowy z prawem dokonywania odpraw mieszkańców pogranicza, bez towarów w czasie i na zasadach obowiązujących urzędy celne, ustawione przy drogach kołowych. Dopuszczony był mały ruch graniczny. Przekraczanie granicy odbywało się na podstawie przepustek: jednorazowych, stałych i gospodarczych.